# Tubiluchus remanei
Tubiluchus remanei är en djurart som tillhör fylumet snabelsäckmaskar, och som beskrevs av van der Land 1982. Tubiluchus remanei ingår i släktet Tubiluchus och familjen Tubuluchidae.
Artens utbredningsområde är Röda havet. Inga underarter finns listade i Catalogue of Life.